# Mates del Jardí d'Oriol Martorell
Les Mates del Jardí d'Oriol Martorell (Pistacia lentiscus) són un conjunt de quatre grans llentiscles que es troba a Llorenç del Penedès (el Baix Penedès).

## Dades descriptives
- Perímetre del tronc a 1,30 m: 1,48 i 1,41 m (I i II), 1,03 m (III) i 0,68 m i 0,87 m (I i II de l'individu IV).
- Perímetre de la base del tronc: 1,73 m i 1,62 m (I i II), 1,06 m (III) i 1,01 m (IV).
- Alçada: 5,11 m (I i II), 4,09 m (III) i 3,56 m (IV).
- Amplada de la capçada: 12,21 m (I i II), 8,52 m (III) i 8,01 m (IV).
- Altitud sobre el nivell del mar: 157 m.[1]

## Entorn
Són a la plaça municipal amb zona enjardinada construïda o reformada, segurament sobre els vestigis de bosc que formaven els vells exemplars de mata o llentiscle, pi blanc i figuera, on trobem un petit parterre amb gespa de sol i Dichondra; plantes com clívia, fulles, herba de la Pampa, lli de Nova Zelanda, paraigüets i galzeran; enfiladisses com les dues espècies més habituals de parra verge i heura; arbusts com pitòspor, teucri, tamariu, guaiaba de Brasil, Cotoneaster lacteus, marfull, baladre, boneter japonès, cal·listèmon (Callistemon speciosus), margalló i abèlia, i arbres com xiprer, mèlia, olivera, robínia, sòfora i mirabolà roig.

## Aspecte general
Mostren ufanor general, tot i que l'individu IV presenta certa clorosi foliar per manca de nutrients. No s'observen necrosis importants, tret d'alguna cavitat (típica dels llentiscles vells), o l'esqueixament de la soca, present als individus II i IV. Crida l'atenció que hagin assolit llurs dimensions en un jardí urbà (segurament construït entorn d'aquests llentiscles i altres arbres, que probablement ja hi eren des d'antic -figueres i pins-).

## Accés
Cal dirigir-se als jardins Oriol Martorell, al mateix poble de Llorenç del Penedès. GPS 31T 0378734 4571243.